# Coleophora verbljushkella
Coleophora verbljushkella is een vlinder uit de familie kokermotten (Coleophoridae). De wetenschappelijke naam is voor het eerst geldig gepubliceerd in 2007 door Giorgio Baldizzone & Jukka Tabell.

## Type
- holotype: "male, 30.V–05.VI.1998, leg. J. Junnilainen"
- instituut: collectie Junnilainen, Vantaa, Finland
- typelocatie: "Russia, S-Ural, Orenburg’s district, Donskoje 6 km W, mnt. Verbljushka, Ural river shore steppe"

De soort komt voor in Europa.